# 신성민
신성민(1985년 10월 31일 ~ )은 대한민국의 배우이다.

## 학력
- 경희대학교 연극영화과

## 드라마
- 2018년 : JTBC 드라마 《라이프》- 운전기사 역
- 2018년 : SBS 드라마 《친애하는 판사님께》- 박재형 역
- 2018년 : KBS2 드라마 《최고의 이혼》- 백찬진 역
- 2020년 : MBC 드라마 《더 게임:0시를 향하여》- 윤강재 역

## 뮤지컬
- 2010년 : 그리스
- 2011년 : 오! 당신이 잠든 사이
- 2012년 : 풍월주
- 2012년 : 김종욱 찾기
- 2013년 : 여신님이 보고 계셔
- 2013년 : 쓰릴 미
- 2013년 : 풍월주
- 2014년 : 글루미데이
- 2014년 : 여신님이 보고 계셔
- 2014년 : 쓰릴 미
- 2014년 : 사춘기
- 2019년 : 시데레우스
- 2019년 : 경종수정실록
- 2020년 : 미드나잇:액터뮤지션
- 2021년 : 어쩌면 해피엔딩
- 2021년 : 경종수정실록
- 2021년 : 곤 투모로우
- 2022년 : 웨스턴 스토리
- 2022년 : 광주
- 2022년 : 이프덴
- 2023년 : 레드북
- 2023년 : 곤 투모로우
- 2023년 : 쇼맨_어느 독재자의 네 번째 대역배우
- 2023년 : 일 테노레
- 2024년 : 일 테노레
- 2024년 : 이프덴
- 2025년 : 쇼맨_어느 독재자의 네 번째 대역배우

## 연극
- 2013년 : 환상동화
- 2015년 : 나무 위의 군대
- 2016년 : 카포네 트릴로지
- 2016년 : 벙커 트릴로지
- 2017년 : 유도소년
- 2017년 : 킬 미 나우
- 2018년 : 벙커 트릴로지
- 2019년 : 도리안 그레이의 초상
- 2020년 : 오만과 편견
- 2021년 : 얼음
- 2022년 : 터칭 더 보이드
- 2025년 : 기형도 플레이